# Luis Zubeldía
Luis Francisco Zubeldía (Santa Rosa, La Pampa, Argentina; 13 de enero de 1981) es un exfutbolista y entrenador argentino. Es hermano del preparador físico Gustavo Zubeldía y del exfutbolista Juan Zubeldía. Actualmente está sin club.

## Carrera como jugador
Zubeldía debutó en Lanús el 30 de octubre de 1998 con un empate como local por 2 tantos contra Independiente. Realizó 57 apariciones, anotando 3 goles. En 2004 se retiró del fútbol muy temprano, a los 23 años de edad, debido a una osteocondritis disecante de la rodilla.
Jugó para las selecciones sub-17 y sub-20 de Argentina. Formó parte del plantel argentino en el Sudamericano y el Mundial Sub-17 de 1997 y en el Mundial Sub-20 de 1999. Además, en 2001 formó parte del Campeonato Sudamericano Sub-20 de 2001. Ese mismo año, días antes del inicio del mundial sub-20 que se realizó en Argentina, fue desafectado por lesión en la rodilla izquierda.

## Carrera como entrenador

### Club Atlético Lanús (1° ciclo)
En junio de 2008, Zubeldía fue anunciado como director técnico de Lanús, en reemplazo de Ramón Cabrero, a la edad de 27 años, lo que lo convirtió en el entrenador más joven en la historia de la Primera División de Argentina. Después de llevar al equipo a un cuarto puesto en el Torneo Apertura 2008 y la clasificación para la Copa Libertadores 2009, Lanús finalizó el Torneo Clausura 2009 en tercer puesto. Bajo su conducción técnica, Lanús finalizó la temporada 2008/2009 como el mejor equipo, con un total de 75 puntos. Hasta el momento, el mejor registro en la historia del club. El 15 de noviembre de 2010 se desvincula de la institución que lo vio nacer como entrenador.

### Barcelona Sporting Club
El 23 de junio de 2011 fue contratado para dirigir al Barcelona Sporting Club con un contrato por 18 meses, hasta fines de 2012. El domingo 8 de abril de 2012, tras el empate en 1 contra Liga de Quito, el presidente del Barcelona, Antonio Noboa, ingresó a los camerinos, teniendo una fuerte discusión con el joven entrenador. Tras la discusión, al día siguiente Luis Zubeldía brindó una rueda de prensa anunciando su renuncia indeclinable al Barcelona, en la que declaró:

"El presidente me hizo un comentario que a mi entender fue desubicado, hice todo los posible por no reaccionar, pero reaccioné como cualquier persona de carácter. No pasó a mayores, pero sí se rompió el respeto. Pero aun así dejando de lado y no siendo egocéntrico, opto por dar un paso al costado por beneficio de la institución, porque si el presidente y el entrenador no se respetan no hay proyecto que sirva. Me hubiese gustado estar en la foto de ganador de la etapa, le deseo lo mejor al próximo entrenador que tiene lo más importante, la materia prima".

Su reemplazante fue su compatriota Gustavo Costas. A fines del 2012 Barcelona se coronó Campeón Ecuatoriano luego de casi 15 años, siendo Zubeldía reconocido por su rol en el armado del equipo que logró el campeonato.

### Racing Club de Avellaneda
A mediados del Torneo Clausura 2012, Zubeldía se hizo cargo de la dirección técnica de Racing Club de Avellaneda en reemplazo de Alfio Basile, acompañado por el mismo cuerpo técnico que en sus equipos anteriores: Maximiliano Cuberas como ayudante de campo y Pablo Sánchez como preparador físico. El conjunto dirigido por Zubeldía logró llegar a la final de la Copa Argentina 2011-12, luego de que su equipo venciera por penales a River Plate, siendo Saja la gran figura. En la final, Racing perdió  2-1 frente a Boca Juniors.
Con Luis Zubeldía se afianzaron en el primer equipo varios juveniles de las inferiores, como Ricardo Centurión, Rodrigo De Paul, Luis Fariña y Luciano Vietto. En el Torneo Inicial 2012 Racing logró la mejor campaña del club en torneos cortos desde el campeonato conseguido por Reinaldo Merlo en el Torneo Apertura 2001 (42 puntos). Racing terminó en la quinta posición con un total de 33 puntos, con 9 partidos ganados, 6 empatados y 4 derrotas, con 26 goles a favor y 12 en contra. en el torneo final 2013, Racing logra la sexta posición con 8 partidos ganados, 5 empatados y 6 perdidos, con 24 goles a favor y 17 en contra. Gracias a estas dos campañas, su equipo termina siendo el más destacado de las últimas 12 temporadas. El 25 de agosto de 2013 fue despedido por la dirigencia debido al mal comienzo de temporada.

### Liga Deportiva Universitaria (1.° ciclo)
Después de la salida del Director Técnico Edgardo Bauza de Liga, los dirigente del club decidieron contratar Zubeldía reemplazo para dirigir la temporada 2014. El 18 de enero el argentino hizo su presentación durante "La Noche Blanca" ante el América de Cali, ganando el partido por 3-0.
El comienzo de la temporada 2014 tuvo como saldo positivo la participación de varios jugadores jóvenes en el plantel profesional como Luis Cangá, Jefferson Intriago, Hancel Batalla y José Cevallos. Estos nombres más jugadores de experiencia, hicieron que Liga se clasificara a la Sudamericana 2015, objetivo trazado a comienzo del año. Luego de la existencia de rumores que Luis Zubeldía sería contratado por León de México, el argentino decide renovar por un año más para la institución quiteña.
En el 2015 Liga Deportiva Universitaria se convierte en el ganador de la Primera Etapa del fútbol ecuatoriano con 47 puntos, luego de obtener un récord de 21 fechas invictos. De esta manera se clasificó a la final del torneo 2015 y obtuvo la clasificación a la Copa Libertadores 2016. Luego de que su equipo clasificara primero en la etapa regular con 89 puntos en 44 partidos, un punto por delante de Club Sport Emelec, disputó las finales del campeonato ecuatoriano de fútbol 2015 en dos partidos ida y vuelta con el Club Sport Emelec, el 16 y 20 de diciembre, obteniendo el subcampeonato tras la derrota 1-3 y el empate 0-0 contra Emelec en Portoviejo y Quito, respectivamente, con lo cual cerró su ciclo en el equipo de la capital del Ecuador.

### Santos Laguna
El 28 de noviembre de 2015 se anunció su llegada a Santos Laguna, durante  la etapa final del torneo ecuatoriano con Liga de Quito, lo cual trajo molestias en jugadores, dirigentes e hinchas, pues el equipo podía ser campeón sin necesidad de jugar la final ida y vuelta contra Emelec, sin embargo, en los últimos partidos no se obtuvieron buenos resultados y Liga de Quito no pudo consagrarse campeón y, al contrario, perdió las finales contra el club guayaquileño. En su debut con el equipo mexicano, logra un muy buen rendimiento colocando al equipo lagunero dentro de los ocho finalistas de la Liga MX . Además, el equipo a nivel internacional, llega a semifinales de la Copa Liga de Campeones, siendo eliminado por el América luego de una definición dramática en tiempo extra. Durante el período de preparación en los Estados Unidos, Santos logra obtener la Copa Socio Mx, ganándole en un triangular a Pumas y después al Cruz Azul. El 15 de agosto de 2016, sorprendentemente, fue despedido por la dirección debido al mal inicio de temporada.

### Independiente Medellín
El 14 de diciembre de 2016, es presentado como nuevo director técnico del Deportivo Independiente Medellín, en reemplazo de Leonel Álvarez, de cara al 2017. El 6 de junio de 2017 dimitió como entrenador del club.

### Deportivo Alavés
El 17 de junio de 2017 se hizo oficial su llegada a España como nuevo entrenador del Deportivo Alavés, firmando por una sola temporada para sustituir al también argentino Mauricio Pellegrino. Sin embargo, el 17 de septiembre, fue cesado como técnico del Alavés tras perder los 4 primeros partidos de Liga.

### Cerro Porteño
El 3 de febrero de 2018, Luis Zubeldía acuerda por un año con el (en ese momento) campeón paraguayo Club Cerro Porteño en reemplazo del colombiano Leonel Álvarez, quien renunció al cargo luego de diferencias con los directivos del club.

### Club Atlético Lanús (2.° ciclo)
El 3 de septiembre de 2018, Luis Zubeldía fue anunciado como director técnico de Lanús, en reemplazo de Ezequiel Carboni. En este segundo ciclo inicialmente tuvo la tarea de alejar el equipo de la zona de descenso, algo que logró con éxito e incluso consiguió que Lanús clasifique a la Copa Sudamericana en varias ocasiones. Llegó a la final de la Copa Sudamericana 2020 cayendo ante Defensa y Justicia por 0-3.
En diciembre de 2021 anunció su salida del club al finalizar la Liga Profesional 2021, en la que el equipo terminó en el décimo puesto y clasificado a la Copa Sudamericana 2022.

### Liga Deportiva Universitaria (2.° ciclo)
El 22 de abril de 2022, es nombrado por la directiva del club como director técnico de Liga Deportiva Universitaria, en su segunda etapa. El 28 de octubre de 2023, obtuvo la Copa Sudamericana luego de vencer al Fortaleza en los penales.En diciembre del mismo año, obtuvo la Serie A de Ecuador tras vencer a Independiente del Valle en los penales.El 4 de enero de 2024, el presidente del equipo, Isaac Álvarez, comunicó su salida luego de no llegar a un acuerdo para renovar su contrato.

### São Paulo
El 20 de abril de 2024, fue oficializado como entrenador del São Paulo y firmó un contrato hasta diciembre de 2025. En junio de 2025, presentó su renuncia al cargo después de una serie de malos resultados que ubicaban al club cerca de los puestos de descenso.

## Clubes

### Como jugador
| Club  | País      | Año       | Part | Goles |
| ----- | --------- | --------- | ---- | ----- |
| Lanús | Argentina | 1998-2004 | 57   | 3     |

### Como entrenador
| Club                         | País      | Año       |
| ---------------------------- | --------- | --------- |
| Lanús                        | Argentina | 2008-2010 |
| Barcelona                    | Ecuador   | 2011-2012 |
| Racing                       | Argentina | 2012-2013 |
| Liga Deportiva Universitaria | Ecuador   | 2014-2015 |
| Santos Laguna                | México    | 2016      |
| Independiente Medellín       | Colombia  | 2017      |
| Deportivo Alavés             | España    | 2017      |
| Cerro Porteño                | Paraguay  | 2018      |
| Lanús                        | Argentina | 2018-2021 |
| Liga Deportiva Universitaria | Ecuador   | 2022-2023 |
| São Paulo                    | Brasil    | 2024-2025 |

## Estadísticas como entrenador
| Equipo                            | Div.                | Temporada           | Liga  | Liga | Liga | Liga | Liga |       | Copa | Copa | Copa | Copa  |    | Internacional | Internacional | Internacional | Internacional | Internacional |   | Otros | Otros | Otros | Otros |     | Totales     | Totales | Totales | Totales | Totales | Totales | Totales | Totales | Totales |
| Equipo                            | Div.                | Temporada           | Part. | G    | E    | P    | Pos. | Part. | G    | E    | P    | Part. | G  | E             | P             | Pos.          | Part.         | G             | E | P     | Part. | G     | E     | P   | Rendimiento | GF      | GC      | Dif.    | Ptos.   |         |         |         |         |
| --------------------------------- | ------------------- | ------------------- | ----- | ---- | ---- | ---- | ---- | ----- | ---- | ---- | ---- | ----- | -- | ------------- | ------------- | ------------- | ------------- | ------------- | - | ----- | ----- | ----- | ----- | --- | ----------- | ------- | ------- | ------- | ------- | ------- | ------- | ------- | ------- |
| Lanús Argentina                   | 1.ª                 | 2008-09             | 38    | 23   | 6    | 9    | 3.º  | -     | -    | -    | -    | 6     | 0  | 4             | 2             | FG            | -             | -             | - | -     | 44    | 23    | 10    | 11  | 59.85%      | 71      | 57      | +14     | 79      |         |         |         |         |
| Lanús Argentina                   | 1.ª                 | 2009-10             | 38    | 16   | 12   | 10   | 7.º  | -     | -    | -    | -    | 10    | 4  | 3             | 3             | 1/8           | -             | -             | - | -     | 48    | 20    | 15    | 13  | 52.09%      | 61      | 52      | +9      | 75      |         |         |         |         |
| Lanús Argentina                   | 1.ª                 | 2010-11             | 13    | 5    | 2    | 6    | Inc. | -     | -    | -    | -    | -     | -  | -             | -             | -             | -             | -             | - | -     | 13    | 5     | 2     | 6   | 43.59%      | 13      | 19      | -6      | 17      |         |         |         |         |
| Barcelona · Ecuador               | 1.ª                 | 2011                | 22    | 12   | 4    | 6    | 5.º  | -     | -    | -    | -    | -     | -  | -             | -             | -             | -             | -             | - | -     | 22    | 12    | 4     | 6   | 60.61%      | 29      | 21      | +8      | 40      |         |         |         |         |
| Barcelona · Ecuador               | 1.ª                 | 2012                | 10    | 4    | 5    | 1    | Inc. | -     | -    | -    | -    | -     | -  | -             | -             | -             | -             | -             | - | -     | 10    | 4     | 5     | 1   | 56.67%      | 14      | 6       | +8      | 17      |         |         |         |         |
| Barcelona · Ecuador               | Total               | Total               | 32    | 16   | 9    | 7    | -    | -     | -    | -    | -    | -     | -  | -             |               | -             | -             | -             | - | -     | 32    | 16    | 9     | 7   | 59.38%      | 43      | 27      | +16     | 57      |         |         |         |         |
| Racing Club Argentina             | 1.ª                 | 2011-12             | 9     | 3    | 1    | 5    | 17.º | 4     | 2    | 1    | 1    | -     | -  | -             | -             | -             | -             | -             | - | -     | 13    | 5     | 2     | 6   | 43.59%      | 14      | 16      | -2      | 17      |         |         |         |         |
| Racing Club Argentina             | 1.ª                 | 2012-13             | 38    | 17   | 11   | 10   | 4.º  | 1     | 0    | 0    | 1    | 2     | 0  | 0             | 2             | 2ªF           | -             | -             | - | -     | 41    | 17    | 11    | 13  | 50.4%       | 52      | 35      | +17     | 62      |         |         |         |         |
| Racing Club Argentina             | 1.ª                 | 2013-14             | 4     | 0    | 1    | 3    | Inc. | -     | -    | -    | -    | 2     | 0  | 0             | 2             | 2ªF           | -             | -             | - | -     | 6     | 0     | 1     | 5   | 5.56%       | 3       | 13      | -10     | 1       |         |         |         |         |
| Racing Club Argentina             | Total               | Total               | 51    | 20   | 13   | 18   | -    | 5     | 2    | 1    | 2    | 4     | 0  | 0             | 4             | -             | -             | -             | - | -     | 60    | 22    | 14    | 24  | 44.45%      | 69      | 64      | +5      | 80      |         |         |         |         |
| LDU Quito · Ecuador               | 1.ª                 | 2014                | 44    | 18   | 15   | 11   | 4.º  | -     | -    | -    | -    | -     | -  | -             | -             | -             | -             | -             | - | -     | 44    | 18    | 15    | 11  | 52.27%      | 58      | 44      | +14     | 69      |         |         |         |         |
| LDU Quito · Ecuador               | 1.ª                 | 2015                | 46    | 26   | 12   | 8    | 2.º  | -     | -    | -    | -    | 6     | 3  | 2             | 1             | 1/8           | -             | -             | - | -     | 52    | 29    | 14    | 9   | 64.74%      | 77      | 42      | +35     | 101     |         |         |         |         |
| Santos Laguna · México            | 1.ª                 | 2016-C              | 19    | 8    | 4    | 7    | 1/4  | -     | -    | -    | -    | 8     | 4  | 2             | 2             | 1/2           | -             | -             | - | -     | 27    | 12    | 6     | 9   | 51.85%      | 41      | 28      | +13     | 42      |         |         |         |         |
| Santos Laguna · México            | 1.ª                 | 2016-A              | 5     | 0    | 2    | 3    | Inc. | 2     | 0    | 1    | 1    | -     | -  | -             | -             | -             | -             | -             | - | -     | 7     | 0     | 3     | 4   | 14.29%      | 3       | 12      | -9      | 3       |         |         |         |         |
| Santos Laguna · México            | Total               | Total               | 24    | 8    | 6    | 10   | -    | 2     | 0    | 1    | 1    | 8     | 4  | 2             | 2             | -             | -             | -             | - | -     | 34    | 12    | 9     | 13  | 44.11%      | 44      | 40      | +4      | 45      |         |         |         |         |
| Independiente Medellín · Colombia | 1.ª                 | 2017-A              | 22    | 14   | 3    | 5    | 1/4  | -     | -    | -    | -    | 6     | 3  | 0             | 3             | FG            | -             | -             | - | -     | 28    | 17    | 3     | 8   | 64.28%      | 47      | 36      | +11     | 54      |         |         |         |         |
| Independiente Medellín · Colombia | Total               | Total               | 22    | 14   | 3    | 5    | -    | -     | -    | -    | -    | 6     | 3  | 0             | 3             | -             | -             | -             | - | -     | 28    | 17    | 3     | 8   | 64.28%      | 47      | 36      | +11     | 54      |         |         |         |         |
| Deportivo Alavés · España         | 1.ª                 | 2017-18             | 4     | 0    | 0    | 4    | Inc. | -     | -    | -    | -    | -     | -  | -             | -             | -             | -             | -             | - | -     | 4     | 0     | 0     | 4   | 0%          | 0       | 7       | -7      | 0       |         |         |         |         |
| Deportivo Alavés · España         | Total               | Total               | 4     | 0    | 0    | 4    | -    | -     | -    | -    | -    | -     | -  | -             | -             | -             | -             | -             | - | -     | 4     | 0     | 0     | 4   | 0%          | 0       | 7       | -7      | 0       |         |         |         |         |
| Cerro Porteño Paraguay            | 1.ª                 | 2018-A              | 21    | 16   | 5    | 0    | 2.º  | -     | -    | -    | -    | 8     | 5  | 1             | 2             | 1/8           | -             | -             | - | -     | 29    | 21    | 6     | 2   | 79.31%      | 59      | 30      | +29     | 69      |         |         |         |         |
| Cerro Porteño Paraguay            | 1.ª                 | 2018-C              | 6     | 3    | 2    | 1    | Inc. | 1     | 1    | 0    | 0    | -     | -  | -             | -             | -             | -             | -             | - | -     | 7     | 4     | 2     | 1   | 80.95%      | 10      | 6       | +4      | 14      |         |         |         |         |
| Cerro Porteño Paraguay            | Total               | Total               | 27    | 19   | 7    | 1    | -    | 1     | 1    | 0    | 0    | 8     | 5  | 1             | 2             | -             | -             | -             | - | -     | 36    | 25    | 8     | 3   | 76.85%      | 69      | 36      | +33     | 83      |         |         |         |         |
| Lanús Argentina                   | 1.ª                 | 2018-19             | 21    | 9    | 5    | 7    | 11.º | 9     | 5    | 0    | 4    | -     | -  | -             | -             | -             | -             | -             | - | -     | 30    | 14    | 5     | 11  | 52.23%      | 37      | 34      | +3      | 47      |         |         |         |         |
| Lanús Argentina                   | 1.ª                 | 2019-20             | 23    | 9    | 9    | 5    | 7.º  | 14    | 5    | 4    | 5    | 11    | 6  | 1             | 4             | 2.º           | -             | -             | - | -     | 48    | 20    | 14    | 14  | 51.39%      | 74      | 66      | +8      | 74      |         |         |         |         |
| Lanús Argentina                   | 1.ª                 | 2021                | 25    | 10   | 7    | 8    | 10.º | 13    | 6    | 1    | 6    | 6     | 3  | 1             | 2             | FG            | -             | -             | - | -     | 44    | 19    | 9     | 16  | 50%         | 70      | 67      | +3      | 66      |         |         |         |         |
| Lanús Argentina                   | Total               | Total               | 158   | 72   | 41   | 45   | -    | 36    | 16   | 5    | 15   | 33    | 13 | 9             | 11            | -             | -             | -             | - | -     | 227   | 101   | 55    | 71  | 52.57%      | 326     | 295     | +31     | 358     |         |         |         |         |
| LDU Quito · Ecuador               | 1.ª                 | 2022                | 20    | 10   | 6    | 4    | 4.º  | 2     | 1    | 0    | 1    | 3     | 1  | 2             | 0             | FG            | -             | -             | - | -     | 25    | 12    | 8     | 5   | 58.67%      | 40      | 30      | +10     | 44      |         |         |         |         |
| LDU Quito · Ecuador               | 1.ª                 | 2023                | 32    | 18   | 10   | 4    | 1.º  | -     | -    | -    | -    | 14    | 7  | 5             | 2             | 1.º           | -             | -             | - | -     | 46    | 25    | 15    | 6   | 65.22%      | 74      | 30      | +44     | 90      |         |         |         |         |
| LDU Quito · Ecuador               | Total               | Total               | 143   | 72   | 44   | 27   | -    | 2     | 1    | 0    | 1    | 22    | 11 | 8             | 3             | -             | -             | -             | - | -     | 167   | 84    | 52    | 31  | 60.68%      | 249     | 146     | +103    | 304     |         |         |         |         |
| São Paulo · Brasil                | 1.ª                 | 2024                | 35    | 16   | 8    | 11   | 6.º  | 6     | 3    | 2    | 1    | 8     | 4  | 4             | 0             | 1/4           | -             | -             | - | -     | 49    | 23    | 14    | 12  | 56.46%      | 65      | 43      | +22     | 83      |         |         |         |         |
| São Paulo · Brasil                | 1.ª                 | 2025                | 11    | 2    | 6    | 3    | Inc. | 14    | 8    | 3    | 3    | 6     | 4  | 2             | 0             | Inc.          | -             | -             | - | -     | 31    | 14    | 11    | 6   | 56.99%      | 42      | 30      | +12     | 53      |         |         |         |         |
| São Paulo · Brasil                | Total               | Total               | 46    | 18   | 14   | 14   | -    | 20    | 11   | 5    | 4    | 14    | 8  | 6             | 0             | -             | -             | -             | - | -     | 80    | 37    | 25    | 18  | 56.67%      | 107     | 73      | +34     | 136     |         |         |         |         |
| Total en su carrera               | Total en su carrera | Total en su carrera | 506   | 239  | 136  | 131  | -    | 66    | 31   | 12   | 23   | 96    | 44 | 27            | 25            | -             | -             | -             | - | -     | 668   | 314   | 175   | 179 | 55.74%      | 954     | 724     | +230    | 1117    |         |         |         |         |
| 1. 2. 3.                          |                     |                     |       |      |      |      |      |       |      |      |      |       |    |               |               |               |               |               |   |       |       |       |       |     |             |         |         |         |         |         |         |         |         |

#### Resumen por competencias
| Competición                      | Partidos | Ganados | Empatados | Perdidos | %      | Resultado        |
| -------------------------------- | -------- | ------- | --------- | -------- | ------ | ---------------- |
| Primera División de Argentina    | 209      | 92      | 54        | 63       | 52.63% | 3.er lugar       |
| Copa Argentina                   | 12       | 7       | 2         | 3        | 63.89% | Subcampeón       |
| Copa de la Superliga Argentina   | 5        | 1       | 0         | 4        | 20%    | Octavos de final |
| Copa de la Liga Profesional      | 24       | 10      | 4         | 10       | 47.23% | Fase de grupos   |
| Serie A de Ecuador               | 174      | 88      | 52        | 34       | 60.53% | Campeón          |
| Copa Ecuador                     | 2        | 1       | 0         | 1        | 50%    | Octavos de final |
| Categoría Primera A              | 22       | 14      | 3         | 5        | 68.19% | Cuartos de final |
| Primera División de España       | 4        | 0       | 0         | 4        | 0%     | 20.º lugar       |
| Primera División de Paraguay     | 27       | 19      | 7         | 1        | 79.01% | Subcampeón       |
| Copa Paraguay                    | 1        | 1       | 0         | 0        | 100%   | Primera fase     |
| Primera División de México       | 24       | 8       | 6         | 10       | 41.66% | Cuartos de final |
| Copa MX                          | 2        | 0       | 1         | 1        | 16.67% | Fase de grupos   |
| Brasileirão                      | 46       | 18      | 14        | 14       | 49.27% | 6.º lugar        |
| Copa de Brasil                   | 8        | 5       | 2         | 1        | 70.83% | Cuartos de final |
| Paulistão                        | 12       | 6       | 3         | 3        | 58.33% | Semifinales      |
| Copa Libertadores                | 40       | 18      | 13        | 9        | 55.83% | Cuartos de final |
| Copa Sudamericana                | 48       | 22      | 12        | 14       | 54.16% | Campeón          |
| Liga de Campeones de la Concacaf | 8        | 4       | 2         | 2        | 58.33% | Semifinales      |
| TOTAL                            | 668      | 314     | 175       | 179      | 55.74% | 2 Títulos        |

## Palmarés como entrenador

### Campeonatos nacionales
| Título  | Equipo        | País    | Año  |
| ------- | ------------- | ------- | ---- |
| Serie A | Liga de Quito | Ecuador | 2023 |

### Campeonatos internacionales
| Título            | Equipo        | Sede      | Año  |
| ----------------- | ------------- | --------- | ---- |
| Copa Sudamericana | Liga de Quito | Maldonado | 2023 |

### Distinciones individuales
| Distinción                                       | Año       |
| ------------------------------------------------ | --------- |
| Mejor Entrenador Premio Alumni                   | 2008-2009 |
| Premio Mejor Entrenador de la Copa Sudamericana  | 2023      |
| Premio Mejor Entrenador de la Serie A de Ecuador | 2023      |